# Llista de volcans del Japó
Aquí sota hi ha una llista dels volcans del Japó:

## Llista de volcans del Japó

### IllaHokkaido
- - Akan
  - Daisetsu
  - E San
  - Komaga Take
  - Kutcharo
  - Kuttara
  - Mashu
  - Nigorigawa
  - Nipesotsu Upepesanke
  - Niseko
  - Oshima Oshima
  - Rausu
  - Rishiri
  - Shikotsu
  - Shiretoko Iwo Zan
  - Shiribetsu
  - Tokachi
  - Usu
  - Yotei

### IllaHonshu
- - Abu
  - Adatara
  - Akagi
  - Akita-Komaga-Take
  - Akita-Yake-Yama
  - Asama
  - Azuma
  - Mont Bandai
  - Chokai
  - Mont Fuji
  - Hachimantai
  - Grup Hakkoda
  - Hakone
  - Haku-San
  - Haruna
  - Hiriori
  - Hiuchi
  - Iwaki
  - Iwate
  - Izu-Tobu
  - Kanpu
  - Kurikoma
  - Kusatsu-Shirane
  - Megata
  - Mutsu-Hiuchi-Dake
  - Myoko
  - Nantai
  - Narugo
  - Nasu
  - Niigata-Yake-Yama
  - Nikko-Shirane
  - Norikura
  - Numazawa
  - Oki-Dogo
  - Grup Omanago
  - On-Take
  - Osore-Yama
  - Sanbe
  - Shiga
  - Takahara
  - Tate-Yama
  - Tateshina
  - Towada
  - Washiba-Kumontaira
  - Yake-Dake
  - Zao

### IllaKyushu
- Aso
- Ibusuki Vulkanfeld
- Kirishima
- Kuju
- Sakurajima
- Sumiyoshi-Ike
- Tsurumi
- Unzen

### Illa Izu
- Aoga-Shima
- Hachijo-Jima
- Kozu-Shima
- Mikura-Jima
- Miyake-Jima
- Nii-Jima
- Oshima
- To-Shima
- Tori-Shima

### IllaRyukyu
- Akuseki-Jima
- Iriomote-Jima
- Iwo-Tori-Shima
- Kikai
- Kuchin-Shima
- Kuchinoerabu-Jima
- Nakano-Shima
- Suwanose-Jima

### Illes volcàniques
- Iwo-Jima
- Kita-Iwo-Jima
- Nishino-Shima